# 敘利亞聯邦
叙利亚联邦（阿拉伯语：‎），正式名称为叙利亚自治邦联盟（Fédération des États autonomes de Syrie），是法属叙利亚及黎巴嫩托管地境內的一個政權，成立于1922年6月28日。叙利亚联邦由阿勒颇邦、大马士革邦和阿拉维邦組成，面积为119,000至120,000平方公里之間。1924年12月5日，叙利亚联邦解散，由敘利亞國繼承其地位（翌年1月1日正式生效）。